# 不知火光五郎
不知火 光五郎（しらぬい こうごろう、1847年10月15日〈弘化4年9月7日〉 - 1882年〈明治15年〉7月11日）は、大坂相撲で活躍した元力士。湊部屋（大阪相撲）に所属していた。
本名は佐藤 幸五郎（後に佐藤 光五郎に改名）。身長，体重は不明。出身地は筑前国嘉麻郡下山田（現在の福岡県嘉麻市下山田）。
最高位は大関（大阪相撲）。横綱を締めた錦絵が残るが、図柄は他力士の流用であり、土俵入りを行った記録はない。「山響改　不知火光右衛門」とあり改名の記念品との見方もある。

## 概要

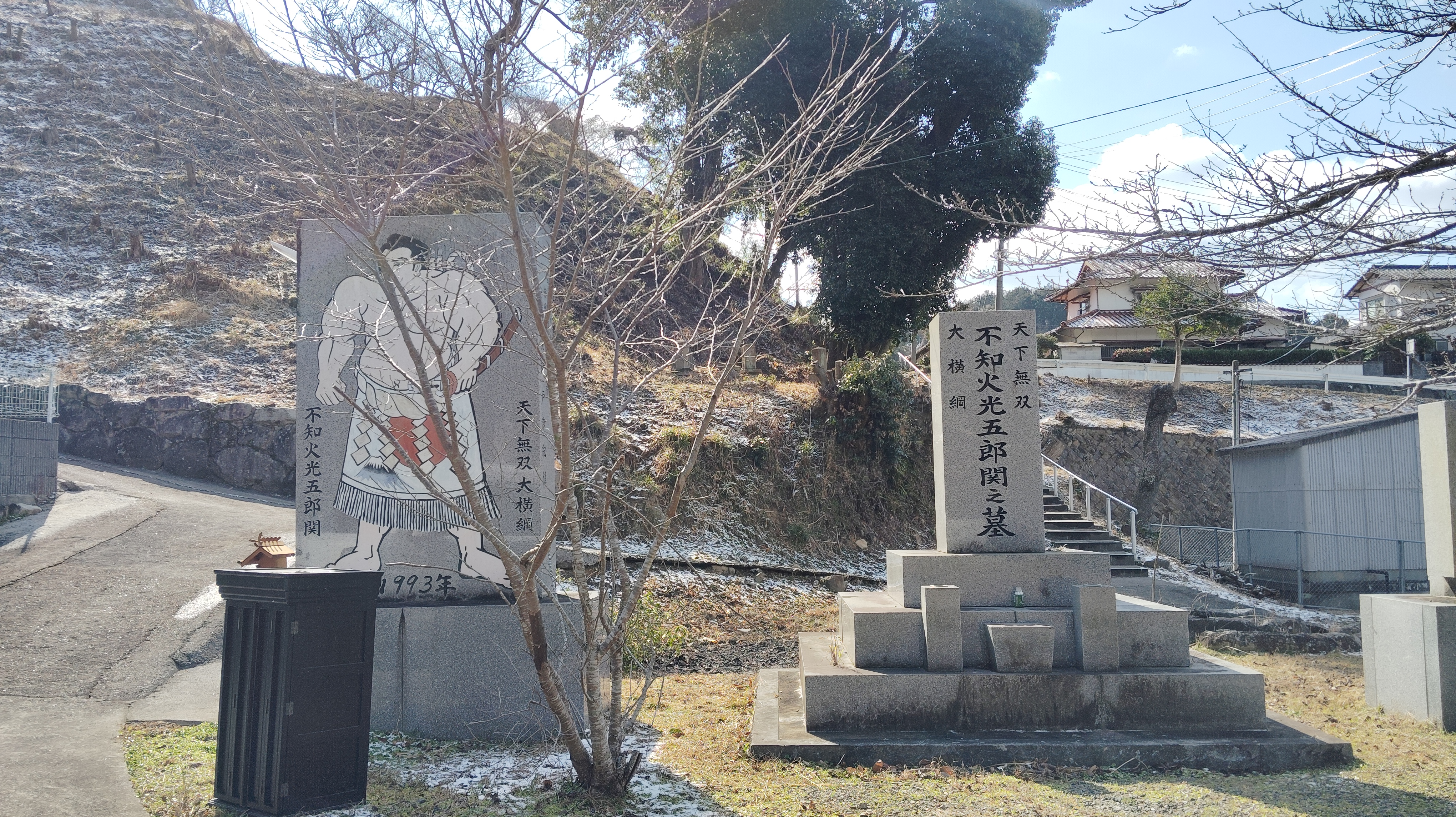
嘉麻市の安国寺にある不知火光五郎の墓

筑前国嘉麻郡下山田で佐藤利平の次男として出生。幼少の頃から力持ちとの評判で、巡業で訪れた、同じ筑前国出身の梅ヶ谷藤太郎（後の第15代横綱）に見初められ、相撲界に入門。初め山田川と名乗ったとされるが番付に確認できないという。山響 光五郎の名で1869年3月に幕下二段目で初めて番付（大坂相撲）に登場した（初土俵はそれより数年前の江戸時代と見られている）。1871年7月に新入幕。1874年9月京都での三都（東京・大阪・京都）合併相撲で雷電震右エ門を破り、さらに10月東京方も参加した大阪本場所で朝日嶽鶴之助を破るなど、実力の片鱗を見せ付けた。1875年9月に小結、翌1876年10月に大関に昇進。しかし、当時の大坂相撲は各派がいがみ合って分裂するとの様相を見せており、自身も
黒岩重太郎一派に所属して脱走し、1878年9月に三役張出格で復帰するという苦労も味わった。その後も、場所には出ずに同部屋の力士と放浪するなどした。1881年7月久しぶりに帰参し不知火 光右衛門の名で三役格張出で出場、6勝1敗1分の成績を残した。上記錦絵はこの頃出たようである。
1882年2月、東上の意志を固め梅ヶ谷の門に入ったが、日本橋で行われた東京・大坂合併相撲興行の2日目（7月11日）に34歳で急死した。強さを妬まれての毒殺説がある。墓は嘉麻市の梅林公園内にある安国寺。嘉麻市立上山田小学校では、彼を偲び、「相撲体操」が毎年披露されている。
安国寺の境内には1993年に建立された不知火光五郎の立派な墓碑がある。「天下無双　大横綱」と彫られてはいるが実力者ではあったものの大阪相撲内でさえ第一人者ではなく（土付かずは新入幕の場所だけ）上記のように横綱土俵入りを行った記録さえないので誇大な肩書と言わざるを得ない。もちろん不知火型土俵入りの始祖であるはずもなく墓碑を訪れた観光客が8代横綱不知火諾右衛門や11代横綱不知火光右衛門と勘違いする例が多いようである。（公認横綱の2人は共に熊本県出身）
墓碑の建立前に嘉麻市で巡業があった際に不知火光五郎の追善興行として行われ横綱玉の海正洋が不知火型土俵入りを披露した後横綱を外して焼香した。
大阪相撲本場所での幕内成績は26勝6敗5分（判明分のみ）優勝相当成績1回
番付等に不知火光五郎の名乗りが確認できるものは存在しないが不知火光右衛門〈第11代横綱〉と区別する意味もあり「不知火光五郎」としての通り名が有名である。